# Diputació Provincial de Santander

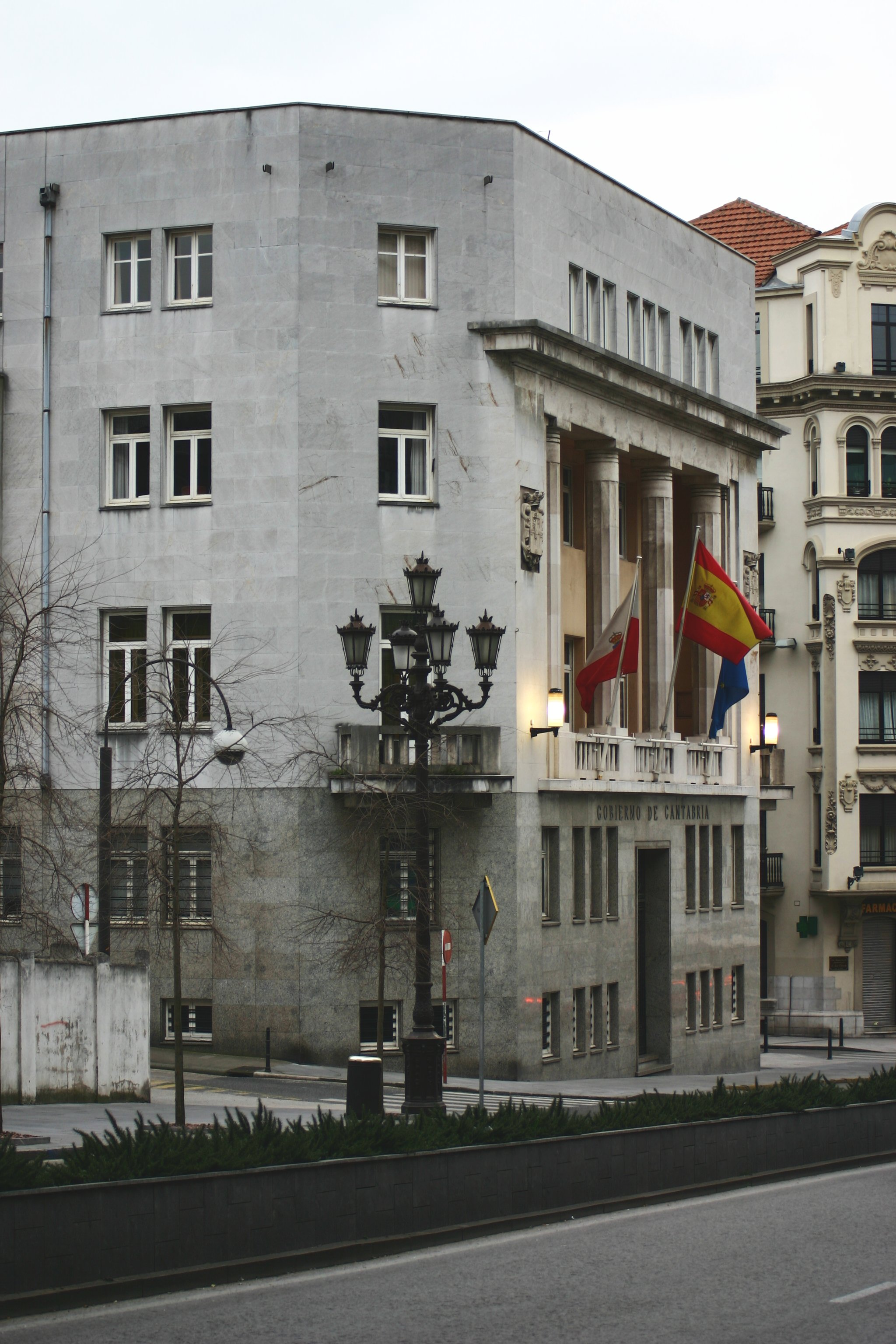
Antiga seu de la Diputació Provincial i posteriorment del Govern autonòmic de Cantàbria

La Diputació Provincial de Santander va ser la principal institució política de l'antiga província de Santander (actual comunitat autònoma de Cantàbria), a Espanya, creada arran de la divisió territorial de 1833 i que va existir fins al 1982.
Amb l'aprovació de l'Estatut d'Autonomia de Cantàbria, la Diputació Provincial de Santander va desaparèixer per a convertir-se primer en la Diputació Regional de Cantàbria i posteriorment en la seu del Govern de Cantàbria. El governador de la província era a la vegada el president de la Diputació Provincial.

## Història

Escut de la Diputació Provincial de Santander.

### La Diputació durant la Restauració Borbònica
- L'1 d'octubre de 1833 apareix el Butlletí Oficial de la Província de Santander, encapçalat per l'escut de la ciutat.
- En 21 de novembre de 1835 s'"instal·la la Diputació de Santander, sota la presència del governador civil a les Cases Consistorials".
- El 15 de febrer de 1836 s'aprova el Reglament de la Diputació.
- El 1839, la Diputació regala una espasa a Baldomero Espartero amb motiu de la victòria a la Batalla de Ramals.
- El 1843 se cedeix el Convent de San Francisco com a seu per a la Diputació.
- El 1905 es trasllada la seva seu a l'edifici del Banc Mercantil, i s'aprova la creació de l'Escola d'Indústries de la Llet.
- El 30 d'abril de 1907 s'aprova subvencionar, conjuntament amb l'Ajuntament de Santander, els treballs de Menéndez Pelayo.
- El 24 d'agost de 1921 es nomena cronista oficial de la província el sacerdot camargués Mateo Escagedo.
- El 13 de setembre de 1923, el cop d'estat de Miguel Primo de Rivera paralitza l'activitat de les Diputacions, les quals acabarien dissoltes fins l'1 d'abril de 1925, quan es restituïrien.

### La Diputació durant la Segona República
El 14 d'abril de 1931 es proclama la Segona República Espanyola. La Diputació Provincial va celebrar la seva última sessió el 23 d'abril, sota la presidència de J. A. Morante i amb l'assistència dels senyors Pereda Elordi, Xai Arronte, Labat Calvo i Llastra Serna.
El 27 d'abril es procedeix a la sessió constitutiva de la Comissió Gestora, que d'ara endavant regirà l'administració provincial. Ramón Ruiz Rebollo i Gabino Teira en són nomenats president i vicepresident respectivament, formant part de la mateixa els vocals senyors Ringelke, Vagis, Fernández Bueras, Vega, Ballesteros, Puente Borbolla i Alonso Pellón. A l'octubre, en la segona assemblea de representants municipals Ruiz Rebollo, manifesta la voluntat de redactar i aprovar un Estatut Regional, model·lant-se en l'Estatut de Catalunya.
A les eleccions municipals del 24 d'abril de 1933, a la província guanya la dreta. El 12 de febrer es constitueix la Comissió, sent nomenat president Isidro Mateo González i vicepresident Leandro Mateo Fernández-Fontecha.
El 21 de setembre el governador civil cessa Isidro Mateo i el substitueix per Gabino Teira Herrero. Durant l'any 1935, sota la presidència de Gabino Teira, s'activen les obres del nou palau provincial.
Amb la victòria del Front Popular a les eleccions del 1936, la presidència i vicepresidència passen a càrrec de Juan Ruiz Olazarán i de Federico Ringelke, el qual mor poc temps després i és substituït per Laureano Miranda Ureta.
L'11 de maig s'aprovar d'adoptar l'escut de la Diputació Provincial de Santander i segell de la corporació presentats per Tomás Maza Solano, membre del Centre d'Estudis Muntanyesos.
El 13 de juliol es nomena una comissió per a iniciar estudis preparatoris de l'Estatut Regional, la qual queda paralitzada el dia 18 per l'esclat de la Guerra Civil.

### La Diputació durant la Guerra Civil
La Comissió Gestora va estar presidida per Juan Ruiz Olazarán del 17 d'agost de 1936 fins a l'1 de febrer de 1937. El dia 8 de febrer es va estendre acta de constitució del Consell Interprovincial de Santander, Palència i Burgos, òrgan d'autogovern regional, presidit pel delegat de govern, Juan Ruiz Olazarán. En constituir-se el Consell, es va dissoldre la Comissió Gestora Provincial.
El 8 de setembre de 1937 es reinstaura la Comissió Gestora Provincial sota la supervisió dels rebels, els quals designen Eduardo González-Camino Bolívar com a president. La seva primera decisió va ser declarar nuls els acords de la Comissió Gestora anterior i els del Consell Interprovincial. A la fi de 1938 dimiteix, i el 20 de febrer de 1939 el governador civil, Francisco Moreno i Herrera, nomena la nova Comissió Gestora, presidida per Miguel Quijano del Pujol.

### La Diputació a partir de la Transició
El 22 de juny de 1979 es col·loca en la seu la bandera de Cantàbria, després d'acordar la sol·licitud de l'autonomia per a Cantàbria.